# Mitteldeutsche Fußballmeisterschaft 1911/12

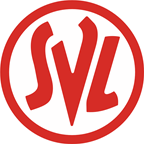
SpVgg 1899 Leipzig-Lindenau – Mitteldeutscher Fußballmeister 1912

Die Mitteldeutsche Fußballmeisterschaft 1911/12 des Verbandes Mitteldeutscher Ballspiel-Vereine (VMBV) war die elfte Spielzeit der Mitteldeutschen Fußballmeisterschaft. Die diesjährige Meisterschaft, wurde erneut mittels zahlreicher, regionaler Gauligen ausgetragen deren Gewinner in einer K.-o.-Runde aufeinandertrafen. Durch einen 1:0-Erfolg nach Verlängerung über den Halleschen FC Wacker, konnte die SpVgg 1899 Leipzig-Lindenau, ihren ersten Mitteldeutschen Meistertitel gewinnen. Durch diesen Sieg qualifizierten sich die Leipziger für die Endrunde der Deutschen Meisterschaft und erreichten nach einem umkämpften 3:2-Sieg gegen den ATV Liegnitz das Halbfinale, in welchem sich die Leipziger dann aber in Frankfurt/M., dem späteren Vizemeister Karlsruher FV mit 1:3, relativ deutlich geschlagen geben mussten.

## Modus
Alle teilnehmenden Vereine waren in der Saison 1911/12 in 17 Bezirke (Gaue) eingeteilt, deren Sieger dann anschließend die Mitteldeutsche Meisterschaft ausspielten. Die Einführung einer obersten Fußballliga für Mitteldeutschland wurde auf dem 24. Verbandstag am 24./25. Februar 1912 diskutiert, scheiterte aber nicht zuletzt an der Ablehnung einiger Leipziger Vereine. Neu hinzu, kamen indes die Gaue Kyffhäuser sowie Elbe-Elster, welche aber in dieser Spielzeit noch keinen Vertreter für die Teilnahme an der Mitteldeutschen Endrunde entsenden durften.
| Gau             | Gaumeister                  |
| --------------- | --------------------------- |
| Nordwestsachsen | SpVgg 1899 Leipzig-Lindenau |
| Ostsachsen      | Dresdner SC a               |
| Südwestsachsen  | Chemnitzer BC               |
| Saale           | Hallescher FC Wacker        |
| Mittelelbe      | FuCC Cricket-Viktoria 1897  |
| Nordthüringen   | SC Erfurt 1895              |
| Ostthüringen    | FC Carl Zeiss Jena          |
| Südthüringen    | 1.FC 04 Sonneberg           |
| Westthüringen   | FC Preußen Suhl             |
| Vogtland        | FV Concordia Plauen         |
| Anhalt          | FC 02 Cöthen                |
| Harz            | FC Preußen Halberstadt      |
| Kyffhäuser      | FC Preußen Nordhausen       |
| Altmark         | SK Minerva Wittenberge      |
| Elbe/Elster     | FC Viktoria 07 Wittenberg   |
| Oberlausitz     | SV Budissa Bautzen          |
| Mittelsachsen   | Döbelner SC                 |

## Gau Nordwestsachsen
Die 1. Klasse im Gau Nordwestsachsen wurde ab dieser Spielzeit eingleisig ausgetragen.
| Pl. | Verein                      | Sp. | S  | U | N  | Tore    | Quote | Punkte |
| --- | --------------------------- | --- | -- | - | -- | ------- | ----- | ------ |
| 1.  | SpVgg 1899 Leipzig-Lindenau | 14  | 11 | 1 | 2  | 029:110 | 2,64  | 23:50  |
| 2.  | VfB Leipzig (MM)&(M)        | 14  | 9  | 2 | 3  | 046:220 | 2,09  | 20:80  |
| 3.  | FC Eintracht Leipzig        | 14  | 6  | 4 | 4  | 035:230 | 1,52  | 16:12  |
| 4.  | FC Wacker Leipzig           | 14  | 6  | 4 | 4  | 038:290 | 1,31  | 16:12  |
| 5.  | Leipziger BC 1893           | 14  | 7  | 0 | 7  | 035:310 | 1,13  | 14:14  |
| 6.  | BV Olympia 1896 Leipzig     | 14  | 4  | 4 | 6  | 022:320 | 0,69  | 12:16  |
| 7.  | FC Sportfreunde Leipzig     | 14  | 4  | 1 | 9  | 017:260 | 0,65  | 09:19  |
| 8.  | SV Helios Leipzig (N)       | 14  | 1  | 0 | 13 | 015:630 | 0,24  | 02:26  |

| (MM) | Titelverteidiger Mitteldeutschland |
| (M)  | Titelverteidiger Nordwestsachsen   |

Relegationsspiel
| Datum         |                                     | Ergebnis |                                                |
| ------------- | ----------------------------------- | -------- | ---------------------------------------------- |
| 20. Juni 1912 | VfR 1902 Leipzig (Sieger 2. Klasse) | 2:0      | SV Helios Leipzig (Letztplatzierter 1. Klasse) |

## Gau Ostsachsen
Nach Beendigung des Ligabetriebs waren der Dresdner SC und BC Sportlust Dresden punktgleich, sodass ein Entscheidungsspiel nötig wurde. Da die Mitteldeutsche Endrunde jedoch bereits im Anschluss beginnen sollte, entschied der V.M.B.V. schon am 21. März 1912, dass der Gaumeister Ostsachsens automatisch für die 2. Runde qualifiziert wäre, wenn innerhalb von acht Tagen offiziell ein Gaumeister benannt ist. Das Entscheidungsspiel um die Gaumeisterschaft wurde jedoch erst am 21. Juli 1912 ausgetragen. Somit stellte der Gau Ostsachsen in dieser Saison keinen Vertreter für die Teilnahme an der Mitteldeutschen Endrunde.
| Pl. | Verein                | Sp. | S  | U | N | Tore    | Quote | Punkte |
| --- | --------------------- | --- | -- | - | - | ------- | ----- | ------ |
| 1.  | Dresdner SC (M)       | 14  | 10 | 1 | 3 | 041:180 | 2,28  | 21:70  |
| 2.  | BC Sportlust Dresden  | 14  | 10 | 1 | 3 | 040:230 | 1,74  | 21:70  |
| 3.  | FC Habsburg Dresden   | 14  | 8  | 3 | 3 | 035:410 | 0,85  | 19:90  |
| 4.  | Dresdner FC 1893      | 14  | 7  | 1 | 6 | 034:260 | 1,31  | 15:13  |
| 5.  | VfB 1903 Dresden      | 14  | 5  | 1 | 8 | 024:260 | 0,92  | 11:17  |
| 6.  | SV Guts Muts Dresden  | 14  | 4  | 2 | 8 | 025:240 | 1,04  | 10:18  |
| 7.  | FV Sachsen Dresden    | 14  | 3  | 2 | 9 | 031:460 | 0,67  | 08:20  |
| 8.  | SC Dresdensia Dresden | 14  | 2  | 3 | 9 | 013:390 | 0,33  | 07:21  |

| (M) | Titelverteidiger Ostsachsen |
| (N) | Aufsteiger                  |

Entscheidungsspiel Platz 1
| Datum         |             | Ergebnis |                      |
| ------------- | ----------- | -------- | -------------------- |
| 21. Juli 1912 | Dresdner SC | 3:1      | BC Sportlust Dresden |

Relegationsspiele
| Datum         |                                                      | Ergebnis |                                                    |
| ------------- | ---------------------------------------------------- | -------- | -------------------------------------------------- |
| 23. Juni 1912 | FC Brandenburg Dresden (Sieger 2. Klasse)            | 3:1      | SC Dresdensia Dresden (Letztplatzierter 1. Klasse) |
| 23. Juni 1912 | Dresdner FC Fußballring (Zweitplatzierter 2. Klasse) | 4:2      | FV Sachsen Dresden (Siebtplatzierter 1. Klasse)    |

Damit stiegen sowohl FC Brandenburg Dresden, als auch der Dresdner FC Fußballring in die 1. Klasse auf. Der FC Dresdensia Dresden und der FV Sachsen Dresden stiegen jedoch nicht ab, da die 1. Klasse in der kommenden Saison um zwei Teilnehmer erweitert wurde.

## Gau Südwestsachsen
| Pl. | Verein                   | Sp. | S  | U | N  | Tore    | Quote | Punkte |
| --- | ------------------------ | --- | -- | - | -- | ------- | ----- | ------ |
| 1.  | Chemnitzer BC (M)        | 14  | 13 | 0 | 1  | 066:200 | 3,30  | 26:20  |
| 2.  | Mittweidaer FC           | 14  | 11 | 0 | 3  | 064:170 | 3,76  | 22:60  |
| 3.  | SV Sturm Chemnitz        | 14  | 9  | 1 | 4  | 063:340 | 1,85  | 19:90  |
| 4.  | Mittweidaer BC           | 14  | 6  | 2 | 6  | 027:370 | 0,73  | 14:14  |
| 5.  | SC Reunion Chemnitz      | 14  | 6  | 1 | 7  | 013:420 | 0,31  | 13:15  |
| 6.  | FC Germania Mittweida    | 14  | 4  | 1 | 9  | 041:450 | 0,91  | 09:19  |
| 7.  | Chemnitzer SC b          | 14  | 3  | 1 | 10 | 021:610 | 0,34  | 07:21  |
| 8.  | SC National Chemnitz (N) | 14  | 1  | 0 | 13 | 008:470 | 0,17  | 02:26  |

| (M) | Titelverteidiger Südwestsachsen |
| (N) | Aufsteiger                      |

## Gau Saale
| Pl. | Verein                   | Sp. | S | U | N | Tore    | Quote | Punkte |
| --- | ------------------------ | --- | - | - | - | ------- | ----- | ------ |
| 1.  | Hallescher FC Wacker (M) | 8   | 7 | 1 | 0 | 027:500 | 5,40  | 15:10  |
| 2.  | Hallescher FC 1896       | 8   | 4 | 2 | 2 | 028:180 | 1,56  | 10:60  |
| 3.  | FC Hohenzollern Halle    | 8   | 5 | 0 | 3 | 024:250 | 0,96  | 10:60  |
| 4.  | FC Britannia Halle       | 8   | 1 | 1 | 6 | 017:340 | 0,50  | 03:13  |
| 5.  | SV Borussia 02 Halle     | 8   | 1 | 0 | 7 | 017:310 | 0,55  | 02:14  |

| (M) | Titelverteidiger Saale |

Relegation
| Datum        |                                                   | Ergebnis |                                            |
| ------------ | ------------------------------------------------- | -------- | ------------------------------------------ |
| 2. Juni 1912 | SV Borussia 02 Halle (Letztplatzierter 1. Klasse) | 3:2 c    | Hallescher FC Wacker II (Sieger 2. Klasse) |
| 9. Juni 1912 | SV Borussia 02 Halle (Letztplatzierter 1. Klasse) | 4:1      | Hallescher FC Wacker II (Sieger 2. Klasse) |

## Gau Mittelelbe
| Pl. | Verein                    | Sp. | S | U | N | Tore    | Quote | Punkte |
| --- | ------------------------- | --- | - | - | - | ------- | ----- | ------ |
| 1.  | FuCC Cricket-Viktoria (M) | 10  | 7 | 1 | 2 | 047:120 | 3,92  | 15:50  |
| 2.  | MFC Viktoria 1896         | 10  | 6 | 0 | 4 | 038:170 | 2,24  | 12:80  |
| 3.  | SC Germania-Jahn 1898     | 10  | 5 | 1 | 4 | 038:270 | 1,41  | 11:90  |
| 4.  | Magdeburger SC            | 10  | 3 | 3 | 4 | 019:260 | 0,73  | 09:11  |
| 5.  | FC Preußen 02 Burg        | 10  | 4 | 1 | 5 | 011:450 | 0,24  | 09:11  |
| 6.  | FC Wacker Magdeburg (N)   | 10  | 1 | 2 | 7 | 015:410 | 0,37  | 04:16  |

| (M) | Titelverteidiger Mittelelbe |
| (N) | Aufsteiger                  |

Relegationsspiel
| Datum        |                                                  | Ergebnis |                                           |
| ------------ | ------------------------------------------------ | -------- | ----------------------------------------- |
| 7. Juli 1912 | FC Wacker Magdeburg (Letztplatzierter 1. Klasse) | 2:1 d    | FC Eintracht Magdeburg (Sieger 2. Klasse) |

## Gau Nordthüringen
Der Gau Nordthüringen wurde in dieser Spielzeit erneut mittels zweier Staffeln ausgetragen. Beide Staffelsieger trafen im Gau-Finale aufeinander.

### Staffel A
| Pl. | Verein                 | Sp. | S | U | N | Tore    | Quote | Punkte |
| --- | ---------------------- | --- | - | - | - | ------- | ----- | ------ |
| 1.  | SC Erfurt 1895 (M)     | 8   | 7 | 0 | 1 | 029:700 | 4,14  | 14:20  |
| 2.  | FC Borussia Erfurt     | 8   | 6 | 0 | 2 | 019:800 | 2,38  | 12:40  |
| 3.  | FC Teutonia Mühlhausen | 8   | 3 | 0 | 5 | 014:180 | 0,78  | 06:10  |
| 4.  | BC Teutonia Erfurt     | 8   | 2 | 1 | 5 | 008:220 | 0,36  | 05:11  |
| 5.  | Erfurter SV Germania   | 8   | 1 | 1 | 6 | 009:240 | 0,38  | 03:13  |

| (M) | Titelverteidiger Nordthüringen |
| (N) | Aufsteiger                     |

### Staffel B
| Pl. | Verein                      | Sp. | S | U | N | Tore    | Quote | Punkte |
| --- | --------------------------- | --- | - | - | - | ------- | ----- | ------ |
| 1.  | SV 01 Gotha                 | 8   | 6 | 1 | 1 | 039:500 | 7,80  | 13:30  |
| 2.  | FC Britannia Erfurt         | 8   | 6 | 1 | 1 | 036:900 | 4,00  | 13:30  |
| 3.  | BC 1900 Erfurt              | 8   | 2 | 2 | 4 | 008:370 | 0,22  | 06:10  |
| 4.  | FC Germania Mühlhausen      | 8   | 2 | 1 | 5 | 013:270 | 0,48  | 05:11  |
| 5.  | Sp.Abt. des MTV 1897 Erfurt | 8   | 1 | 1 | 6 | 012:300 | 0,40  | 03:13  |

| (N) | Aufsteiger |

### Finale Nordthüringen
| Datum        |                                   | Ergebnis |                                |
| ------------ | --------------------------------- | -------- | ------------------------------ |
| 3. März 1912 | SC Erfurt 1895 (Sieger Staffel A) | 4:1      | SV 01 Gotha (Sieger Staffel B) |

### Relegationsspiel
| Datum           |                                                 | Ergebnis |                                                          |
| --------------- | ----------------------------------------------- | -------- | -------------------------------------------------------- |
| 18. August 1912 | FC Germania Erfurt (Letztplatzierter Staffel A) | 2:3      | Sp.Abt. des MTV 1860 Erfurt (Letztplatzierter Staffel B) |

Da die 1. Klasse zur kommenden Spielzeit aufgestockt wurde, konnten beide Vereine in der 1. Klasse verbleiben.

## Gau Ostthüringen
- [ Das Spiel: VfB Jena vs. Vimaria Weimar, wurde als Niederlage für beide Teams gewertet.]

| Pl. | Verein                          | Sp. | S  | U | N  | Tore    | Quote | Punkte |
| --- | ------------------------------- | --- | -- | - | -- | ------- | ----- | ------ |
| 1.  | FC Carl Zeiss Jena (M)          | 13  | 12 | 1 | 0  | 094:100 | 9,40  | 25:10  |
| 2.  | SC 1903 Weimar                  | 13  | 8  | 2 | 3  | 033:250 | 1,32  | 18:80  |
| 3.  | SC Jena 1908 (N)                | 12  | 6  | 2 | 4  | 038:370 | 1,03  | 14:10  |
| 4.  | VfB 1911 Jena (N)               | 12  | 4  | 3 | 5  | 030:390 | 0,77  | 11:13  |
| 5.  | SC 1904 Gera                    | 13  | 4  | 3 | 6  | 025:370 | 0,68  | 11:15  |
| 6.  | Sp.Abt. des TV Weimar e         | 11  | 3  | 1 | 7  | 013:300 | 0,43  | 07:15  |
| 7.  | BC Vimaria Weimar               | 12  | 1  | 4 | 7  | 018:160 | 1,13  | 06:18  |
| 8.  | SpV Hohenzollern Naumburg f (N) | 12  | 2  | 0 | 10 | 011:680 | 0,16  | 04:20  |

| (M) | Titelverteidiger Ostthüringen |
| (N) | Aufsteiger                    |

Relegationsspiel
| Datum           |                                                | Ergebnis |                                         |
| --------------- | ---------------------------------------------- | -------- | --------------------------------------- |
| 11. August 1912 | BC Vimaria Weimar (Siebtplatzierter 1. Klasse) | 4:1      | FC Preußen Apolda (Vertreter 2. Klasse) |

## Gau Südthüringen
| Pl. | Verein                | Sp. | S | U | N | Tore    | Quote | Punkte |
| --- | --------------------- | --- | - | - | - | ------- | ----- | ------ |
| 1.  | 1.FC 04 Sonneberg (M) | 5   | 4 | 1 | 0 | 018:400 | 4,50  | 09:10  |
| 2.  | Coburger FC           | 5   | 3 | 1 | 1 | 018:800 | 2,25  | 07:30  |
| 3.  | SC 03 Eisfeld (N)     | 4   | 0 | 0 | 4 | 003:140 | 0,21  | 0:80   |
| 4.  | FC Kronach 08         | 2   | 0 | 0 | 2 | 002:150 | 0,13  | 0:40   |
| 5.  | SC 06 Oberlind g      | 0   | 0 | 0 | 0 | 000:000 | 1,00  | 0:0    |

| (M) | Titelverteidiger Südthüringen |
| (N) | Aufsteiger                    |

## Gau Westthüringen
Der FC Preußen Suhl hatte zum Zeitpunkt des Melde-Termins die höchste Punktzahl und wurde deshalb als Vertreter des Gau Westthüringen für die Teilnahme an der Mitteldeutschen Endrunde gemeldet.
| Pl. | Verein                 | Sp. | S | U | N | Tore    | Quote | Punkte |
| --- | ---------------------- | --- | - | - | - | ------- | ----- | ------ |
| 1.  | FC Preußen Suhl h      | 7   | 5 | 0 | 2 | 028:100 | 2,80  | 10:40  |
| 2.  | BC 06 Hildburghausen h | 9   | 5 | 0 | 4 | 010:500 | 2,00  | 10:80  |
| 3.  | VfB 1909 Meiningen     | 7   | 4 | 0 | 3 | 011:140 | 0,79  | 08:60  |
| 4.  | FC Germania Mehlis     | 8   | 4 | 0 | 4 | 017:250 | 0,68  | 08:80  |
| 5.  | SC 1904 Schmalkalden   | 8   | 3 | 1 | 4 | 021:110 | 1,91  | 07:90  |
| 6.  | FC Zella 05            | 6   | 2 | 1 | 3 | 013:160 | 0,81  | 05:70  |
| 7.  | SpV Meiningen i        | 6   | 2 | 0 | 4 | 011:210 | 0,52  | 04:80  |
| 8.  | SC Schleusingen        | 7   | 2 | 0 | 5 | 015:240 | 0,63  | 04:10  |

## Gau Vogtland
| Pl. | Verein                      | Sp. | S  | U | N  | Tore    | Quote | Punkte |
| --- | --------------------------- | --- | -- | - | -- | ------- | ----- | ------ |
| 1.  | FC Concordia Plauen         | 10  | 10 | 0 | 0  | 037:700 | 5,29  | 20:0   |
| 2.  | FC Apelles Plauen (M)       | 10  | 7  | 0 | 3  | 034:900 | 3,78  | 14:60  |
| 3.  | 1. Vogtländischer FC Plauen | 10  | 7  | 0 | 3  | 026:900 | 2,89  | 14:60  |
| 4.  | FC Britannia 1904 Plauen    | 10  | 4  | 0 | 6  | 014:140 | 1,00  | 08:12  |
| 5.  | Plauener BC 1905            | 10  | 2  | 0 | 8  | 009:340 | 0,26  | 04:16  |
| 6.  | FC Wacker Plauen-Reusa j    | 10  | 0  | 0 | 10 | 004:510 | 0,08  | 0:20   |

| (M) | Titelverteidiger Vogtland |

## Gau Anhalt
- [ Das Spiel: SV Bernburg vs. SV Cöthen, wurde als Niederlage für beide Vereine gewertet.]

| Pl. | Verein                          | Sp. | S  | U | N  | Tore    | Quote | Punkte |
| --- | ------------------------------- | --- | -- | - | -- | ------- | ----- | ------ |
| 1.  | FC 02 Cöthen (M)                | 14  | 12 | 1 | 1  | 071:170 | 4,18  | 25:30  |
| 2.  | Dessauer SV 98                  | 14  | 10 | 1 | 3  | 036:300 | 1,20  | 21:70  |
| 3.  | SC Cöthen 09                    | 14  | 9  | 0 | 5  | 056:200 | 2,80  | 18:10  |
| 4.  | Cöthener FC Germania 03         | 14  | 7  | 0 | 7  | 041:350 | 1,17  | 14:14  |
| 5.  | FC Dessau 05                    | 14  | 4  | 1 | 9  | 009:490 | 0,18  | 09:19  |
| 6.  | SV 07 Bernburg                  | 14  | 4  | 1 | 9  | 008:380 | 0,21  | 09:19  |
| 7.  | Viktoria 03 Zerbst              | 14  | 3  | 1 | 10 | 033:470 | 0,70  | 07:21  |
| 8.  | 1. SC 1900 Zerbst (N)           | 14  | 3  | 1 | 10 | 023:410 | 0,56  | 07:21  |
| 9.  | FC Viktoria 07 Wittenberg k (N) | 0   | 0  | 0 | 0  | 000:000 | 1,00  | 0:0    |

| (M) | Titelverteidiger Anhalt |
| (N) | Aufsteiger              |

## Gau Harz
- [ Das Spiel: Askania Aschersleben vs. Quedlinburger SV, wurde als Niederlage für beide Vereine gewertet.]

| Pl. | Verein                      | Sp. | S | U | N | Tore    | Quote | Punkte |
| --- | --------------------------- | --- | - | - | - | ------- | ----- | ------ |
| 1.  | FC Preußen Halberstadt (M)  | 6   | 5 | 0 | 1 | 030:500 | 6,00  | 10:20  |
| 2.  | FC Viktoria Wernigerode (N) | 6   | 4 | 0 | 2 | 021:180 | 1,17  | 08:40  |
| 3.  | FC Askania Aschersleben     | 6   | 1 | 0 | 5 | 007:230 | 0,30  | 02:10  |
| 4.  | Quedlinburger SV 1904       | 6   | 1 | 0 | 5 | 004:160 | 0,25  | 02:10  |
| 5.  | FC Germania Halberstadt l   | 0   | 0 | 0 | 0 | 000:000 | 1,00  | 0:0    |

| (M) | Titelverteidiger Harz |
| (N) | Aufsteiger            |

## Gau Kyffhäuser
Am 29. Juli 1911 wurde in Nordhausen der Kyffhäuser-Sportgau gegründet. Er bildete die Gemeinden: Nordhausen, Sangerhausen, Eisleben und Helfta ab. Sämtliche Vereine spielten im Vorjahr im Gau Nordthüringen. Ende Oktober 1911 schlossen sich acht Vereine aus dem unteren Eichsfeld an. Der diesjährige Gaumeister qualifizierte sich jedoch noch nicht für die Teilnahme an der Mitteldeutschen Endrunde.
- [ Das Spiel: VfB Sangerhausen vs. Preußen Nordhausen, wurde als Niederlage für beide Vereine gewertet.]

| Pl. | Verein                    | Sp. | S | U | N | Tore    | Quote | Punkte |
| --- | ------------------------- | --- | - | - | - | ------- | ----- | ------ |
| 1.  | FC Preußen 05 Nordhausen  | 6   | 4 | 0 | 2 | 012:300 | 4,00  | 08:40  |
| 2.  | VfB 06 Sangerhausen       | 6   | 3 | 1 | 2 | 010:800 | 1,25  | 07:50  |
| 3.  | SV Wacker-Mars Nordhausen | 6   | 3 | 0 | 3 | 013:140 | 0,93  | 06:60  |
| 4.  | BSC 07 Sangerhausen       | 6   | 0 | 1 | 5 | 007:170 | 0,41  | 01:11  |

## Gau Altmark
Die aus den Quellen überlieferten Tore sind in der Summation mathematisch unstimmig.
- [ Das Spiel Preußen Stendal gegen Spartanus Rathenow, wurde als Niederlage für beide Vereine gewertet.]

| Pl. | Verein                    | Sp. | S  | U | N | Tore    | Quote | Punkte |
| --- | ------------------------- | --- | -- | - | - | ------- | ----- | ------ |
| 1.  | SK Minerva 09 Wittenberge | 12  | 10 | 1 | 1 | 033:150 | 2,20  | 21:30  |
| 2.  | Saxonia Tangermünde       | 12  | 8  | 0 | 4 | 023:150 | 1,53  | 16:80  |
| 3.  | FC Viktoria 09 Stendal    | 12  | 5  | 3 | 4 | 022:230 | 0,96  | 13:11  |
| 4.  | RBC 1909 Rathenow         | 12  | 6  | 0 | 6 | 017:220 | 0,77  | 12:12  |
| 5.  | FC Herta Wittenberge      | 12  | 4  | 1 | 7 | 021:290 | 0,72  | 09:15  |
| 6.  | SC Preußen Stendal (M)    | 12  | 3  | 0 | 9 | 034:230 | 1,48  | 06:18  |
| 7.  | FC Spartanus 06 Rathenow  | 12  | 2  | 1 | 9 | 013:340 | 0,38  | 05:19  |
| 8.  | Rathenower FC 1909 m      | 0   | 0  | 0 | 0 | 000:000 | 1,00  | 0:0    |

| (M) | Titelverteidiger Altmark |

Relegationsspiel
|                                      | Ergebnis |                                                    |
| ------------------------------------ | -------- | -------------------------------------------------- |
| FC Pfeil Rathenow (Sieger 2. Klasse) | n        | FC Spartanus Rathenow (Letztplatzierter 1. Klasse) |

## Gau Elbe/Elster
Die Gründung des Gau Elbe/Elster erfolgte am 14. Oktober 1911. 14 Vereine wurden aufgenommen, hinzu kam der FC Viktoria 07 Wittenberg aus dem Gau Anhalt. In dieser Spielzeit wurde nur eine Proberunde gespielt, welche der FC Viktoria 07 Wittenberg gewann. Daher nahm auch noch kein Vertreter aus diesem Gau an der Mitteldeutschen Endrunde teil.
- [ Das Spiel SC Sportfreunde Torgau vs. Alemannia Jessen, wurde als Niederlage für beide Vereine gewertet.]

| Pl. | Verein                    | Sp. | S | U | N | Tore    | Quote | Punkte |
| --- | ------------------------- | --- | - | - | - | ------- | ----- | ------ |
| 1.  | FC Viktoria 07 Wittenberg | 6   | 6 | 0 | 0 | 043:100 | 43,00 | 12:0   |
| 2.  | FC Preußen Torgau         | 6   | 5 | 0 | 1 | 041:800 | 5,13  | 10:20  |
| 3.  | VfB 07 Herzberg           | 6   | 4 | 0 | 2 | 017:700 | 2,43  | 08:40  |
| 4.  | SC Sportfreunde Torgau    | 6   | 2 | 0 | 4 | 003:420 | 0,07  | 04:80  |
| 5.  | FC Hertha Wittenberg      | 6   | 2 | 0 | 4 | 005:700 | 0,71  | 04:80  |
| 6.  | SC Viktoria Jüterbog      | 6   | 1 | 0 | 5 | 003:300 | 0,10  | 02:10  |
| 7.  | FC Alemannia Jessen       | 6   | 0 | 0 | 6 | 001:180 | 0,06  | 0:12   |

## Gau Oberlausitz
| Pl. | Verein                 | Sp. | S | U | N | Tore    | Quote | Punkte |
| --- | ---------------------- | --- | - | - | - | ------- | ----- | ------ |
| 1.  | SV Budissa Bautzen     | 6   | 6 | 0 | 0 | 028:300 | 9,33  | 12:0   |
| 2.  | Zittauer BC            | 6   | 4 | 0 | 2 | 008:200 | 4,00  | 08:40  |
| 3.  | VfB 08 Bautzen         | 6   | 2 | 0 | 4 | 011:240 | 0,46  | 04:80  |
| 4.  | Sportklub 1909 Bautzen | 6   | 0 | 0 | 6 | 004:220 | 0,18  | 0:12   |

## Gau Mittelsachsen
| Pl. | Verein                  | Sp. | S | U | N | Tore    | Quote | Punkte |
| --- | ----------------------- | --- | - | - | - | ------- | ----- | ------ |
| 1.  | Döbelner SC             | 6   | 5 | 0 | 1 | 042:700 | 6,00  | 10:20  |
| 2.  | Riesaer SV (M)          | 6   | 4 | 0 | 2 | 036:100 | 3,60  | 08:40  |
| 3.  | FC Wettin Riesa (N)     | 6   | 2 | 1 | 3 | 006:380 | 0,16  | 05:70  |
| 4.  | FC 1901 Roßwein         | 6   | 0 | 1 | 5 | 006:350 | 0,17  | 01:11  |
| 5.  | VfB 1904 Freiberg o (N) | 0   | 0 | 0 | 0 | 000:000 | 1,00  | 0:0    |
| 6.  | SV 1911 Gröditz p (N)   | 0   | 0 | 0 | 0 | 000:000 | 1,00  | 0:0    |

| (M) | Titelverteidiger Mittelsachsen |
| (N) | Aufsteiger                     |

## Meisterschafts-Endrunde
Die Meisterschafts-Endrunde fand im K.-o.-System statt. Qualifiziert waren, mit Ausnahme der neu geschaffenen Gaue Kyffhäuser und Elbe-Elster, die Meister aller Gaue.
 Aus dem Gau Ostsachsen wurde aus Termin-Not kein Vertreter gemeldet. Die SpVgg 1899 Leipzig-Lindenau errang ihre erste Mitteldeutsche Fußballmeisterschaft.

### 1. Runde
| Datum         |                                                         | Ergebnis |                                                          | Ort       |
| ------------- | ------------------------------------------------------- | -------- | -------------------------------------------------------- | --------- |
| 24. März 1912 | Chemnitzer BC (Sieger Gau Südwestsachsen)               | 8:4      | Döbelner SC (Sieger Gau Mittelsachsen)                   | Freiberg  |
| 24. März 1912 | SC Erfurt 1895 (Sieger Gau Nordthüringen)               | 9:1      | FC Preußen Halberstadt (Sieger Gau Harz)                 | Erfurt    |
| 24. März 1912 | FC 02 Cöthen (Sieger Gau Anhalt)                        | 0:5      | Hallescher FC Wacker (Sieger Gau Saale)                  | Cöthen    |
| 24. März 1912 | FV Conkordia Plauen (Sieger Gau Vogtland)               | 0:4      | FC Carl Zeiss Jena (Sieger Gau Ostthüringen)             | Plauen    |
| 24. März 1912 | SV Budissa Bautzen (Sieger Gau Oberlausitz)             | 1:5      | SpVgg 1899 Leipzig-Lindenau (Sieger Gau Nordwestsachsen) | Bautzen   |
| 24. März 1912 | FuCC Cricket-Viktoria Magdeburg (Sieger Gau Mittelelbe) | 12:10    | SK Minerva Wittenberge (Sieger Gau Altmark)              | Magdeburg |
| 24. März 1912 | 1. FC 04 Sonneberg (Sieger Gau Südthüringen)            | 0:2 q    | FC Preußen Suhl (Sieger Gau Westthüringen)               | Sonneberg |

### Viertelfinale
| Datum         |                      | Ergebnis |                                 | Ort            |
| ------------- | -------------------- | -------- | ------------------------------- | -------------- |
| 31. März 1912 | FC Carl Zeiss Jena   | 2:3      | SC Erfurt 1895                  | Jena           |
| 31. März 1912 | Hallescher FC Wacker | 4:3      | FuCC Cricket-Viktoria Magdeburg | Halle          |
| 31. März 1912 | Chemnitzer BC        | 0:4      | SpVgg 1899 Leipzig-Lindenau     | Chemnitz       |
| 31. März 1912 | 1. FC 04 Sonneberg   | 2:1      | FC Preußen Suhl                 | Hildburghausen |

### Halbfinale
| Datum          |                             | Ergebnis |                    | Ort        |
| -------------- | --------------------------- | -------- | ------------------ | ---------- |
| 14. April 1912 | Hallescher FC Wacker        | 6:2      | SC Erfurt 1895     | Jena       |
| 14. April 1912 | SpVgg 1899 Leipzig-Lindenau | 6:0      | 1. FC 04 Sonneberg | Weißenfels |

### Finale
| Datum          |                             | Ergebnis     |                      | Platz                 |
| -------------- | --------------------------- | ------------ | -------------------- | --------------------- |
| 21. April 1912 | SpVgg 1899 Leipzig-Lindenau | r1:0 n. V. r | Hallescher FC Wacker | Wacker-Platz, Leipzig |